# Avi Kornik
Avraham "Avi" Kornick (en hebreo: אבי קורניק‎, Tel Aviv; 2 de mayo de 1983) es un modelo, actor y presentador de televisión israelí.

## Biografía
Kornick estudió en la escuela Alianza Israelita Universal de Tel Aviv. En 2003 actuó en la obra de teatro Caja Negra en el Teatro Habima y en 2004 en Batalla de Camino a Jerusalén junto a Moshe Ivgy. Apareció en la película Ojos nuevos  para la cadena Televisión Educativa Israelí y en un programa para adolescentes en Arutz HaYeladim.
Kornick ha participado en anuncios para el Banco Hapoalim.
En 2005 comenzó a interpretar el personaje de "Avi" en la serie de televisión Ha-Shminiya durante tres temporadas. 
Desde 2009 a participa en la serie de televisión Split, como "Guy Rozen" hermano menor de "Ella Rozen" interpretada por Amit Farkash.
En el año 2012, viajó a los Estados Unidos para hacer una aparición especial en la famosa serie CSI: Crime Scene Investigation, junto a su compañero de la serie Split Yon Tomarkin , en el capítulo "Profugos de Israel".
- Datos: Q8210448
- Multimedia: Avi Kornick / Q8210448